# 프레디 아길라
프레디 아길라(Freddie Aguilar, 본명: 퍼디낸드 패스큐얼 아길라 (Ferdinand Pascual Aguilar), 애칭은 카 프레디(Ka Freddie), 1953년 2월 5일 ~ 2025년 5월 27일)는 필리핀의 남성 싱어송라이터, 밴드 리더, 영화배우, 시인이다.

## 생애
12세 때였던 1965년, 라이브 클럽에서 어쿠스틱 기타를 연주하며 노래하는 가수로 첫 데뷔하였으며, 20세 때였던 1973년부터는 조지핀 키포(Josephine Quiepo)와 사실혼 관계를 가졌다가 5년 후 1978년 그녀와 정식 결혼하였고 그녀와의 사이에서 슬하 2남 2녀를 두었다. 결혼한 해인 1978년 자작곡 《Anak》으로 세계적인 히트를 거두며 일약 명성을 떨쳤다. 1989년 영화 《Sakuko》의 단역으로 영화배우 데뷔하였다.

## 같이 보기
- 피플 파워 혁명